# استخوان جلوپیشانی

جمجمه Dromaeosaurus

استخوان جلوپیشانی (به انگلیسی: Prefrontal bone) استخوانی است که استخوانهای اشکی و پیشانی را در جمجمه بسیاری از چهارپایان جدا می‌کند. برای نخستین بار در کلاد آویزبالگان (Rhipidistia) که شامل شش‌ماهی و چهاراندام‍ریختان (Tetrapodomorpha) است تکامل یافت. استخوان جلوپیشانی در اکثر شش‌ماهی‌ها، دوزیستان و خزندگان نوین و منقرض‌شده یافت می‌شود. استخوان جلوپیشانی در پستانداران اولیه از دست رفت و بنابراین در پستانداران مدرن نیز وجود ندارد.